# هنري جيمس ايفانز
هنري جيمس إيفانز (بالإنجليزية: Henry James Evans)‏ والمعروف باسم هاري إيفانز (من مواليد 1912 - تُوفي عام 1990) وهو رائد في علوم الجيولوجيا الاستكشافية ومكتشفًا لرواسب البوكسيت الهائلة بالقرب من فيبا، على الساحل الغربي لشبه جزيرة كيب يورك في شمال كوينزلاند، أستراليا.
ولد هنري إيفانز في 7 نوفمبر 1912، في غرايموث، وهو مركز تعدين على الساحل الغربي في الجزيرة الجنوبية (نيوزيلندا). بعد تخرجه من المدرسة الثانوية درس الجيولوجيا في مدرسة ريفتون للمناجم. انضم إلى شركة بترول نيوزيلندا كخبير جيولوجي عام 1938 بعد العمل على تقييم مناطق تجريف الذهب على الساحل الغربي والعمل لشركة تعدين القصدير، وقضى ست سنوات معهم قبل أن يقضي معظم عام 1945 في تقييم موارد حوض فحم غريماوث الجديد في نيوزيلندا.
في عام 1946، انتقل إلى أستراليا لينضم إلى شركة Zinc Corporation (التي أصبحت الآن مجموعة ريو تينتو) وكان يبحث في تلك الفترة عن النفط والغاز في أستراليا واليورانيوم في بوتاس في المملكة المتحدة.
في عام 1955، طُلب منه قيادة مجموعة من المستكشفين النفطيين الأمريكيين إلى شبه جزيرة كيب يورك، حيث اقترح السير موريس ماوبي أن يبحث أيضًا عن معادن أخرى مثل الفوسفات أو البوكسيت. كانت آفاق النفط قليله وقتها لكن قام إيفانز بجمع بعض العينات من الحصى المحمر البني في طريقه إلى محطة بعثة فيبا، ظناً منه أنها قد تحتوي على البوكسيت. ثبت بعد ذلك أن العينات التي جمعها هي البوكسيت. عاد إيفانز إلى فيبا في أكتوبر.
فحص إيفانز 84 كيلومترا من الساحل إلى الجنوب، حيث وجد كميات كبيرة من رواسب البوكسيت. لم يكن إيفانز يجهل في ذلك الوقت أن المنحدرات الحمراء المذهلة على طول الساحل قد شوهدت في وقت مبكر عندما قامت السفينة الهولندية Duyfken بقيادة ويليم جانسون برسم شواطئ خليج كاربنتاريا.
وقد أدى تقرير إيفانز إلى تأسيس شركة كومنولث للألمنيوم في أستراليا (كومالكو) في ديسمبر 1956 وصهر الألومينا في شركة كومالكو وصهر الألمنيوم في جلادستون في كوينزلاند، وفي بيل باي في تاسمانيا وبلاوف في نيوزيلندا.
وللأسف، أدى تطوير تعدين البوكسيت بالقرب من فيبا على طول ساحل خليج كاربنتاريا، إلى تجريد الأراضي والتخريب والمعاناة الشديدة من السكان الأصليين في المنطقة. «قانون كومالكو لعام 1957» ألغى وضع الاحتياطي، مما منح الشركة 5,760 كيلومتر مربع (2770 ميل مربع) من أراضي محمية للسكان الأصليين على الساحل الغربي لشبه الجزيرة و 5,135 كيلومتر مربع (1,933 ميل مربع) على الساحل الشرقي. وبدأ التعدين في عام 1960. وأصبحت البعثة مستوطنة حكومية في عام 1966 بمحاولات مستمرة من قبل كومالكو لنقل المجتمع بأكمله في مكان آخر. ثم قامت الشركة ببناء مدينة جديدة لعمالها على الجانب الآخر من الخليج.
تم إعارة إيفانز إلى كومالكو وتم تكليفه بمسئولية أعمال التنقيب في فيبا. بعد المزيد من العمل في أجزاء أخرى من أستراليا، اكتشف منطقة أخرى من البوكسيت في منطقة باراغوميناس في البرازيل. عاد بعد ذلك إلى أستراليا، وأصبح مديراً لبعض الشركات لفترة من الوقت.
حصل إيفانز على رتبة الإمبراطورية البريطانية (OBE) في عام 1965 لمهاراته في الاستكشاف. تقاعد في عام 1974، وحصل على وسام الرئيس من المعهد الأسترالي للتعدين في عام 1988، لمساهمته في التنقيب المبكر عن النفط والغاز في أستراليا، وللاعتراف بأهمية رواسب البوكسيت في فيبا.
توفي إيفانز في ملبورن في 9 نوفمبر عام 1990، في سن 78.